# ナザニエリ・ナレクヴァ
ナザニエリ・ナレクヴァ（Nacanierli Narekuva、1996年2月11日 - ）は、トップリーグトヨタ自動車ヴェルブリッツに所属するラグビー選手。

## プロフィール
- フィジー出身[1]。
- ポジションはウィング(WTB)[2]。
- 身長 195cm、体重 102kg

## 略歴
フィジアン・ドゥルアを経て、2020年、トヨタ自動車ヴェルブリッツに加入。